# Kishanganj
Kishanganj é uma cidade e um município no distrito de Kishanganj, no estado indiano de Bihar.

## Geografia
Kishanganj está localizada a 25° 42′ N, 86° 57′ L. Tem uma altitude média de 42 metros (137 pés).

## Demografia
Segundo o censo de 2001, Kishanganj tinha uma população de 85.494 habitantes. Os indivíduos do sexo masculino constituem 54% da população e os do sexo feminino 46%. Kishanganj tem uma taxa de literacia de 53%, inferior à média nacional de 59,5%: a literacia no sexo masculino é de 60% e no sexo feminino é de 44%. Em Kishanganj, 18% da população está abaixo dos 6 anos de idade.